# Jack Wall
Jack Wall, född 1964 i Phoenixville, Pennsylvania, är en amerikansk kompositör, främst känd för sitt arbete i spelserierna Call of Duty, Myst, Mass Effect och Jade Empire, varav de tre senare han blev prisbelönt för. Han komponerade spelmusik första gången 1997 till spelet Vigilance. Wall har även gjort musik till tv-serien respektive filmen Shadowhunters och Hard Target 2. År 2005 tog Wall initiativet till orkesterserien Video Games Live tillsammans med kompositören Tommy Tallarico och han var även producent för PSYCHE: A Modern Rock Opera.